# Hugo Hahn (Radsportler)
Hugo Hahn (* 7. März 2002) ist ein namibischer Radrennfahrer.

## Sportlicher Werdegang
Als Junior gewann Hahn 2019 und 2020 die namibischen Meisterschaften im olympischen Cross-Country (XCO), 2020 siegte er zudem im Straßenrennen und Einzelzeitfahren auf der Straße. Seit seinem Übertritt in die Elite holte er auf Straße und Mountainbike insgesamt sieben Vizemeisterschaften, jeweils hinter Fahrern wie Alex Miller und Drikus Coetzee.
2022 machte Hahn einen Lehrgang am Centre Mondial du Cyclisme in der Schweiz. In dieser Zeit fuhr er verstärkt Rennen in Europa, nahm an den Mountainbike-Weltmeisterschaften, dem UCI-Mountainbike-Weltcup sowie an den Commonwealth Games 2022 teil. 2023 wurde er bei den Afrika-Meisterschaften im Mountainbikesport Sechster, was Namibia letztlich einen Olympiaplatz bescherte.

## Erfolge
2019
 Namibischer Meister – XCO (Junioren)
2020
 Namibischer Meister – XCO (Junioren)
 Namibischer Meister – Straßenrennen (Junioren)
 Namibischer Meister – Einzelzeitfahren (Junioren)